# Danny Gottlieb
Daniel Richard Gottlieb (nacido el 18 de abril de 1953) es un baterista estadounidense. Fue miembro fundador de Pat Metheny Group y cofundador de Elements con Mark Egan.

## Biografía
Nació en la ciudad de Nueva York el 18 de abril de 1953.  Tomó lecciones de Mel Lewis y Joe Morello y se graduó de la Universidad de Miami en 1975.  Morello fue su maestro durante toda su vida, desde 1968 hasta finales de los años 1990.  Se convirtió en miembro del Gary Burton Quartet en 1976 con Pat Metheny.  Fue uno de los miembros originales de The Pat Metheny Group de 1977 a 1983.  El bajista Mark Egan también estuvo en el primer grupo de Metheny.  Egan y Gottlieb formaron la banda Elements. 
En 1982, realizó una gira con Flora Purim y Airto Moreira.  Gottlieb tocó con el cantante Michael Franks en 1983 y al año siguiente realizó una gira con el trompetista Randy Brecker y el saxofonista Stan Getz.  De 1984 a 1986, fue miembro de la Orquesta Mahavishnu dirigida por el guitarrista John McLaughlin y aparece en el vídeo en vivo en Montreux.  También aparece en la grabación Adventures in Radioland.  También formó parte de la banda Second Story Television en 1985  y fue miembro habitual de la orquesta de Gil Evans desde 1986 hasta que Evans murió dos años después.  Gottlieb aparece en una variedad de grabaciones con la banda, incluidas Bud and Bird  y el 75th Birthday Concert. 
Gottlieb visitó Alemania en varias ocasiones a partir de 1991 y actuó con la WDR Big Band junto con Bob Brookmeyer, George Gruntz y Dino Saluzzi.  A mediados de la década de 1990 formó parte de actuaciones menos orientadas al jazz y más basadas en la voz de grupos como Booker T. & the MG's y The Manhattan Transfer. 
Actualmente forma parte del cuerpo docente de la Escuela de Música de la Universidad del Norte de Florida y actúa con la Lt. Dan Band. 

## Discografía
Esta es la discografía del baterista estadounidense Danny Gottlieb.  

### Como líder
- Aquamarine (Atlantic, 1987) con John Mclaughlin, Joe Satriani, John Abercrombie, Mitchel Forman
- Whirlwind (Atlantic, 1989) con Chuck Loeb, Mark Egan
- Brooklyn Blues (Big World, 1991) con Gil Goldstein, John Abercrombie, Jeremy Steig, Chip Jackson
- Beautiful Ballads (Nicolosi Productions, 2005), con Mark Soskin y Chip Jackson
- Jazz Standards (Nicolosi), con Andy Laverne y Chip Jackson
- A.S.A.P (ITM Pacific), con Andy Laverne, Bill Washer, Chip Jackson
- Back to the Past (Nicolosi, 2016), con guest interviews con Don Lamond, y Joe Morello

Con Elements
- Elements (Antilles, 1982)
- Forward Motion (Antilles, 1983)
- Illumination (BMG, 1984)
- Liberal Arts (BMG, 1985)
- Spirit River (BMG, 1986)
- Live in the Far East, Vol. 1 (Wavetone, 1987)
- Live in the Far East Vol. 2 (Wavetone, 1988)
- Untold Stories (Wavetone, 1989)
- Blown Away (Wavetone, 1985)

Con Pete Levin
- The New Age of Christmas (Atlantic, 1990)
- Masters in this Hall (Levin Productions, 1998)

Con Per Daniellson
- Gottlieb-Danielson Project (Clavebop, 2004)

### Como acompañante
| Con Joe Beck - Finger Painting (1995) - Just Friends (2003) Con Jeff Berlin - In Harmony's Way (2001) - Lumpy Jazz (2004) Con the Blues Brothers - Red, White, and Blues (1984) - Live in Montreux (1989) - Live at the House of Blues, Chicago, con Dan Aykroyd (1998) Con Jeff Ciampa - Signs of Life (1997) - Jeff Ciampa (2003) Con Contempo Trio - No Jamf's Allowed (1991) - Secret of Life (2003) Con Al Di Meola - Soaring Through a Dream (1985) Con Mark Egan - Mosaic (1985) - Touch of Light (1989) - Beyond Words (1990) - Freedom Town (2001) - As We Speak (2006) Con Bill Evans - Living in the Crest of a Wave (1983) - Alternative Man (1985) Con Gil Evans Orchestra - Bud and Bird (1986) - Farewell (1986) - Gil Evans Orchestra Tribute (1989) - The Honey Man (1995) - Live in Perugia, Vol. 1 (2000) - Live in Perugia, Vol. 2 (2001) - Gil Evans Orchestra 75th Birthday Concert live at BBC (2001) Con Gil Goldstein - Sands of Time (1980) - Wrapped in a Cloud (1980) Con George Gruntz - Beyond Another Wall – Live in China (1992) - Cosmopolitan Greetings (1994) - Global Excellence (2001) - The Magic of a Flute (2005) - Tiger by the Tail (2006) - Radio Days (2007) Con Haru - Galactic Age (1992) - Live at 55 Bar, New York City (2000) - Live in Japan (2001) Con Jonas Hellborg - Axis (1988) - Bass (1988) Con Toninho Horta - Moonstone (1989) - Foot on the Road (1994) Con Nando Lauria - Points of View (1994) - Novo Brazil (1996) Con Pete Levin - Party in the Basement (1989) - Deacon Blues (2007) Con Andy LaVerne - Andy LaVerne Plays the Music of Chick Corea (Jazzline, 1981) - Frozen Music (SteepleChase, 1989) - Stan Getz in Chappaqua (1997) - Epistrophy (2003) - Peace of Mind (2005) Con Hubert Laws - Say it with Silence (1978) - Malaguena (1996) Con David Mathews - Tennessee Waltz, featuring John Schofield (1989) - David Mathews Manhattan Jazz Orchestra (1991) Con John McLaughlin - Adventures in Radioland (1985) - Live at Montreux (2004) Con Pat Metheny - Watercolors (1977) - Pat Metheny Group (1978) - American Garage (1979) - Offramp (1982) - Travels (1983) - Secret Story (1992) Con NDR Big Band - Music of Astor Piazzolla (2007) - I Concentrate on You (2007) Con Vince Nerlino - Vince Nerlino Trio (2000) - Vince Nerlino Group (2003) Con Nguyen Le - First Act - Three Trios (1997) Con Richard Niles - Santa Rita (1998) - Club De Ranged (1999) Con Chuck Owen y the Jazz Surge - Madcap (2001) - Here We Are (2004) Con Pablo Paredes - Pablo Paredes (2005) - Africa (2007) | Con Fritz Renold - Starlight (1998) - Live in Thailand Con Ali Ryerson - I'll Be Back (1993) - Portraits in Silver (1994) - Quiet Devotion (1997) Con Sergio Salvatore - Sergio Salvatore (1993) - Tune Up (1994) Con Stan Samole - Gliding (1990) - Stan Samole (1995) Con Kenneth Sivertsen - Remembering North (1993) - One Day in October (2000) Con Lew Soloff - My Romance (1994) - Rainbow Mountain (2000) Con Richard Stoltzman - Inner Voices (1989) - Brazil (1991) - Open Sky (1998) Soundtracks - Children of the Corn (1986) - Turner and Hooch (1994) - Punchline (1995) - Family Thing (1996) Con Dino Betti van der Noot - Here Comes Springtime (1985) - They Cannot Know (1986) - They Cannot Know (1987) Con Knut Varnes - Super Duper - 8/97 (1997) Con Jeremy Wall - Cool Running (1991) - Stepping to the New World (1992) Con otros - Gary Burton Quartet con Eberhard Weber – Passengers (ECM, 1976) - Warren Bernhardt – Ain't Life Grand (1980) - Mitch Farber – Star Climber (1982) - Jim Pepper – Comin' and Goin' (Europa, 1983) - Bob Moses – Visit con the Great Spirit (1983) - Scott Cossu – Islands (1984) - Michael Franks – Skin Dive (1985) - Eliane Elias and Randy Brecker – Amanda (1985) - Patrick Williams – New York 10th Avenue (1986) - Randy Bernsen – Mo' Wasabi (1986) - T Lavitz – From the West (1987) - Sting and Gil Evans – Last Session (1987) - Michael Zilber – Heretic (1988) - Central Park Kids – Play Mozart (1990) - Michael Gerber and Mark Knobel (1990) - Tom Malone – Standards of Living (1991) - Lee Ann Legerwood – You Wish (1991) - New York Voices – Hearts of Fire (1991) - Bob Brookmeyer – Electricity (1991) - Jim Hall – Youkali (1992) - The Connection – Inside Out (1992) - Patti Dunham – Repertoire (1992) - Fred Miller – What's Wrong con This Picture (1993) - Dina Carroll – So Close (1993) - Clifford Carter – Walking into the Sun (1993) - Mann Brothers – Mann to Mann (1993) - Ben Sidran – Life's a Lesson (1994) - Helen Schneider – Right as Rain con WDR Big Band (1995) - Manhattan Jazz Orchestra – Morita (1995) - Matalex – Indian Summer (1995) - Sherri Roberts – Dreamsville (1996) - Boca Livre – Americana (1996) - The Prodigal Sons – Stranger Things Have Happened (1996) - Sting – Strange Fruit (1997) - Doug Munro – Shootin' Pool at Leo's (1997) - Nnenna Freelon – Maiden Voyage (1998) - Michael Gerber – This is Michael Gerber (1998) - Anita Gravine – Lights, Camera, Passion (1999) - Loren Schoenberg – Out of this World (1999) - Hue and Cry – Jazz, Not Jazz (1996) - Neil Sedaka – Tales of Love (1999) - Jack Lee – From Belo to Seoul (2000) - Michael Whalen – Mysterious Ways (2001) - Jack Wilkins – Ridge Running (2002) - Stanley Jordan – Dreams of Peace (2003) - Michael Hammer – Rhythm and Blues (2005) - Per Danielsson Trio – Dream Dancing (2005) - Ken Serio – Eye to Eye (2005) - Lutz Buechner – Ring (2005) - Muriel Anderson – Wildcat (2006) - Kristin Lomholt – Spell (2006) - HR Big Band Live con Jack Bruce – More Jack than Blues (2008) - Alex Clements – Waiting for You (2008) - Steven Curtis Chapman – Joy (2012) |